# Hoz de Arriba
Hoz de Arriba es una localidad española del municipio de Montejo de Tiermes, perteneciente a la provincia de Soria, en la comunidad autónoma de Castilla y León.

## Geografía
Perteneció a la Comunidad de Villa y Tierra de Caracena. Se asienta en un valle resguardado por escabrosas colinas, que imitan la forma de una hoz de segar, situado entre cerros bajo clima sano, y su término, que fertiliza el arroyo Manzanares, fuente de buenas aguas, tres montes y buenos pastos para el ganado lanar y vacuno. El terreno es accidentado y a propósito para el desarrollo de la vid y árboles frutales, pero solo produce granos, legumbres, hortalizas y alguna fruta.
Dentro del término, que confina con los de Caracena, Hoz de Abajo, Carrascosa de Arriba, Montejo de Tiermes, Torresuso y Valderromán, de esta diócesis, y con el de Quintanas Rubias de Arriba, de la de Osma, se encuentran los despoblados de Aldea Gutiérrez, Aldehuela, Jurdiel, Pedreque y San Juan de Adanta.
Desde el punto de vista jerárquico de la Iglesia católica forma parte de la diócesis de Osma la cual, a su vez, pertenece a la archidiócesis de Burgos, aunque históricamente ha pertenecido al obispado de Sigüenza en el arciprestazgo de Caracena, siendo centro de conferencias, a donde concurren los pueblos de nuestro obispado con quienes confina.

## Historia
En el censo de 1879, ordenado por el conde de Floridablanca,  figuraba como lugar  del partido de Caracena en la intendencia de Soria,  con jurisdicción de señorío y bajo la autoridad del alcalde `edáneo, nombrado por el duque de Uceda.  Contaba entonces con 205 habitantes.
A la caída del Antiguo Régimen la localidad se constituyó en municipio constitucional en la región de Castilla la Vieja que en el censo de 1842 contaba con 39 hogares y 152 vecinos.
El municipio de Hoz de Arriba desapareció en 1967, al fusionarse con los de Montejo de Tiermes, Noviales, Valderromán, Cuevas de Ayllón, Hoz de Abajo y Carrascosa de Arriba. Contaba entonces con 35 hogares y 144 habitantes.

## Demografía
| Gráfica de evolución demográfica de Hoz de Arriba entre 1842 y 1960 |
| |
| Población de derecho según los censos de población del INE Población de hecho según los censos de población del INEEntre el censo de 1970 y el anterior, este municipio desaparece porque se integra en el municipio 42120 (Montejo de Tiermes) |

En el año 1981 contaba con cuatro habitantes, concentrados en el núcleo principal, pasando a cero en 2010.
| Gráfica de evolución demográfica de Hoz de Arriba entre 2000 y 2010                              |
|                                                                                                  |
| Población de derecho (2000-2010) según los censos de población del INE a 1 de enero de cada año. |

## Patrimonio

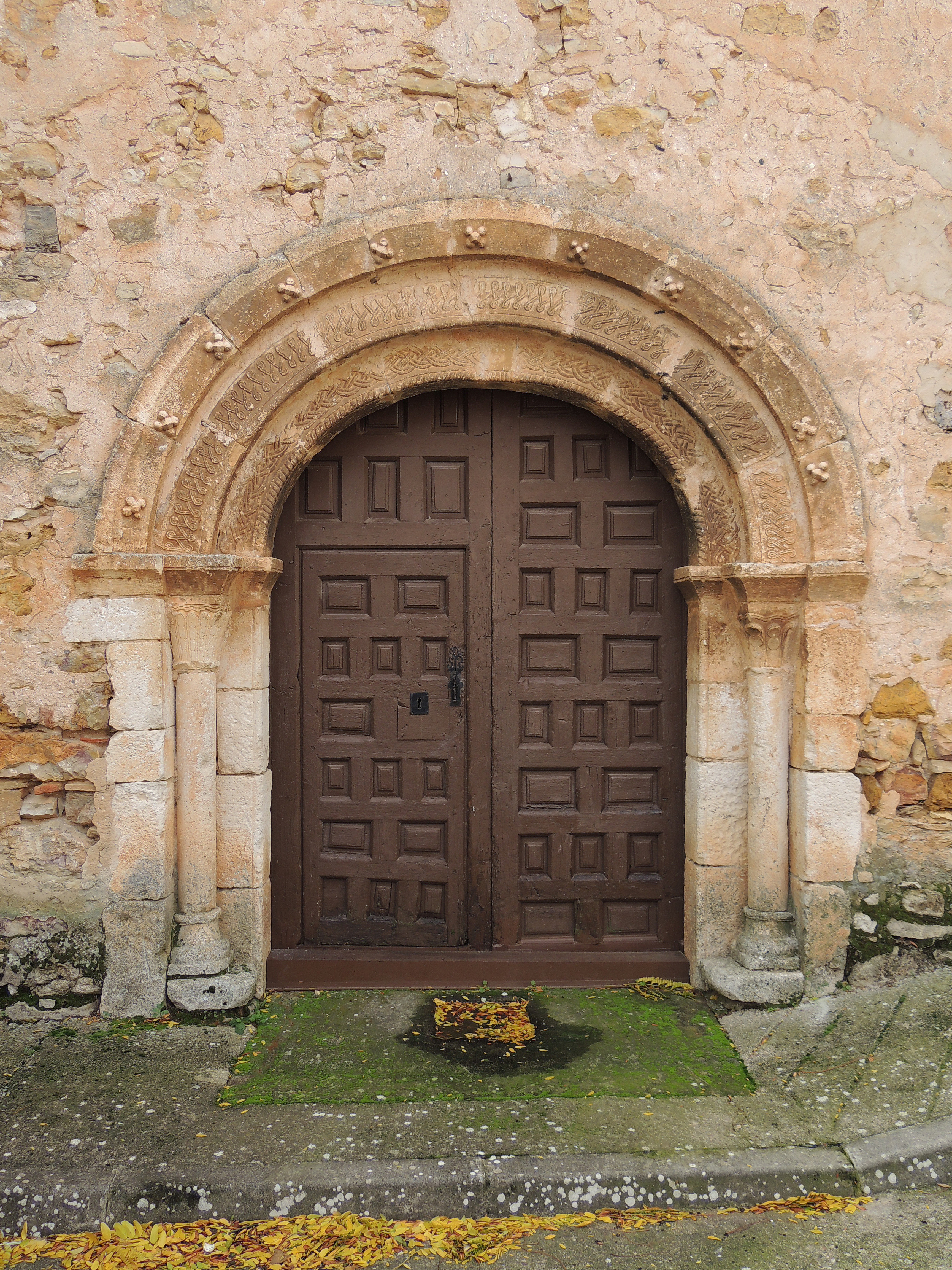
Iglesia de San Juan Bautista

Iglesia parroquial católica dedicada a San Juan Bautista y una ermita de Nuestra Señora del Prado, un molino harinero, y varios palomares. 